# Stichorkis bracteata
Stichorkis bracteata là một loài thực vật có hoa trong họ Lan. Loài này được (T.E.Hunt) Marg., Szlach. & Kulak mô tả khoa học đầu tiên năm 2008.